# Cläre Tisch

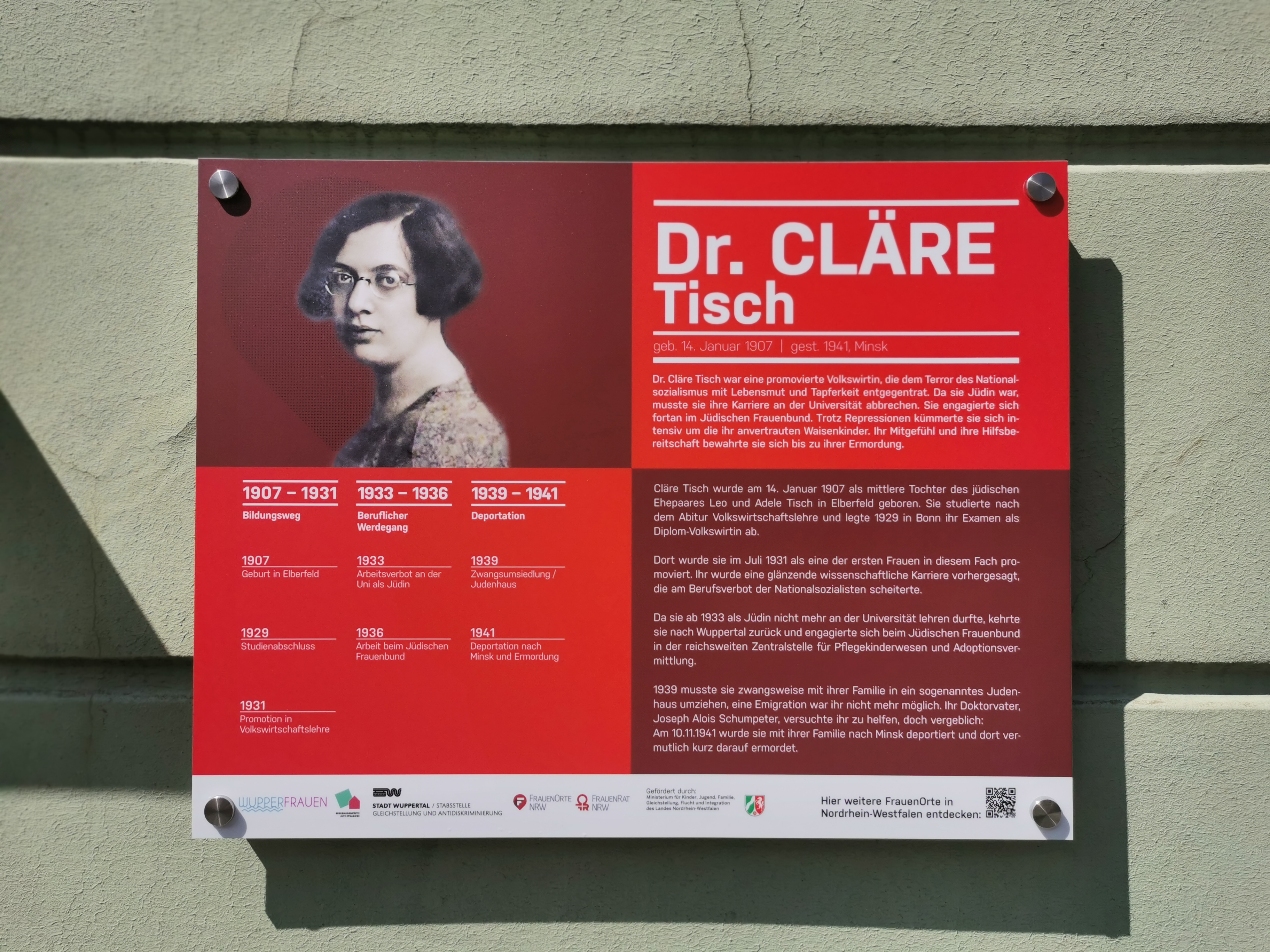
Gedenktafel für Cläre Tisch an der alten Synagoge

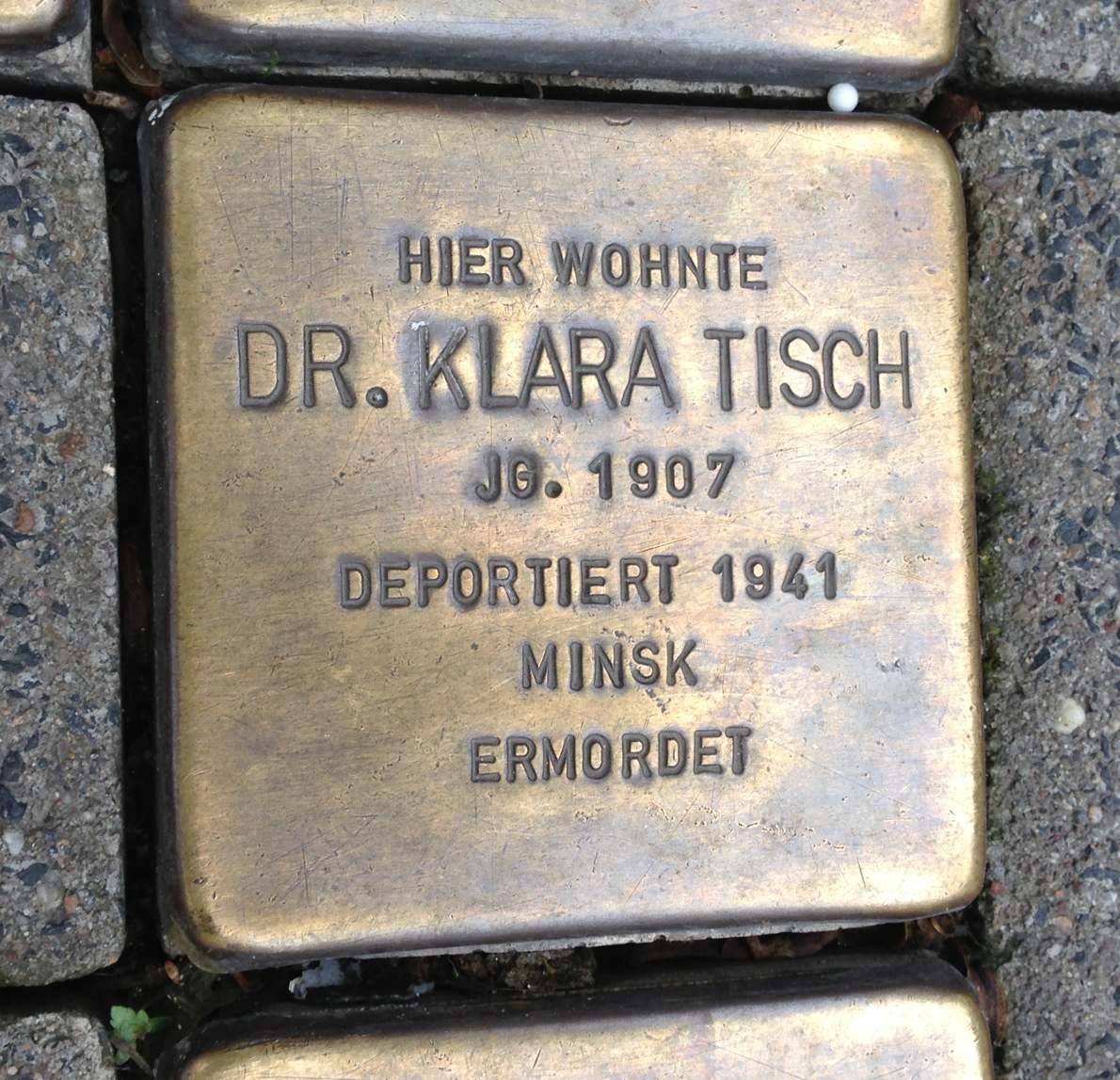
„Stolperstein“ für Cläre Tisch in der Wuppertaler Neumarktstraße

Cläre Tisch, auch Kläre oder Klara Tisch, (geboren 14. Januar 1907 in Elberfeld (heute: Wuppertal); verschollen seit November 1941 in Minsk) war eine deutsche Wirtschaftswissenschaftlerin und Opfer des Holocaust.

## Leben
Cläre Tisch war die Tochter des Elberfelder Kaufmanns Leo (Leibish) Tisch und seiner Frau Adele (Eidel) (geb. Rubin), die beide aus Tarnów in Galizien stammten und 1895 nach Elberfeld gezogen waren. Leo Tisch war Inhaber einer Eier-Großhandlung in der heutigen Neumarktstraße. Cläre Tisch besuchte von 1913 bis 1920 das Lyzeum West in Elberfeld und anschließend bis zum Abitur 1926 die realgymnasiale Studienanstalt in Unterbarmen. Ab 1926 studierte sie in Bonn, Genf, Berlin und anschließend wieder in Bonn Volkswirtschaftslehre. 1929 legt sie ihre Diplomprüfung ab. In Bonn waren ihre Lehrer unter anderem Arthur Spiethoff, Herbert von Beckerath und Joseph Schumpeter. Zu ihren Kommilitonen gehörten August Lösch, der ebenfalls aus Wuppertal stammende Hans Wolfgang Singer, Wolfgang Stolper und Herbert Zassenhaus. Bei Schumpeter wurde sie 1931 mit einer viel beachteten Arbeit über Probleme der Wirtschaftsrechnung im Sozialismus promoviert. Schumpeter blieb auch danach in Verbindung mit ihr und unterstützte sie später von Harvard aus. Bis zu ihrer Deportation stand sie mit ihm in Briefkontakt. Die Dissertation der 24-Jährigen gilt als eine „einflussreiche“ (McCraw) und „bemerkenswerte Leistung“ (Hagemann) und macht sie zur Vorläuferin der sogenannten „neoklassischen Sozialisten“ wie Henry D. Dickinson, Oskar Lange und Abba Lerner. Friedrich August von Hayek wird ihre Arbeit später ebenso zitieren wie Schumpeter in seinem Werk „Kapitalismus, Sozialismus und Demokratie“.
Bis 1933 war sie wissenschaftlich tätig; parallel dazu arbeitete sie als Mitarbeiterin von Arthur Spiethoff und als Repititorin. Wegen ihrer jüdischen Abstammung konnte sie nicht an der Universität bleiben und arbeitete vorübergehend als Stenotypistin und in einem Solinger Schuhgeschäft.
Ab 1936 war sie als Sekretärin in der Adoptionszentrale des Jüdischen Frauenbundes in Wuppertal-Elberfeld tätig, zeitweise als Mitarbeiterin von Clara Samuel. Sie ließ die Möglichkeit der Emigration wegen ihrer Aufgaben in der Adpotionszentrale ungenutzt. Schumpeter hatte für sie eine Bürgschaftserklärung abgegeben, um ihr die Ausreise in die USA zu ermöglichen. Die entsprechende Warteliste des amerikanischen Konsulats sah für sie allerdings als Ausreisejahr 1947 vor. Am 10. November 1941 wurde Cläre Tisch zusammen mit ihren Schwestern Marie und Gerda, ihrem Schwager Leo Marcus und ihrer Nichte Arnhild Marcus in einer Gruppe von 992 jüdischen Mitbürgern aus Wuppertal, Düsseldorf und Essen in das Ghetto von Minsk deportiert und dort oder in der Umgebung wahrscheinlich 1942 oder 1943 ermordet.

## Ehrungen
Vor dem Haus Neumarktstraße 46 in Wuppertal, wo sie einst wohnte, erinnert heute an sie ein „Stolperstein“.
Am 9. Juni 2024 wurde Cläre Tisch im Rahmen des Projekts Frauenorte in die Liste der FrauenOrte NRW aufgenommen und eine Gedenktafel an der Alten Synagoge angebracht.

## Werke
- Wirtschaftsrechnung und Verteilung im zentralistisch organisierten sozialistischen Gemeinwesen, (Bonner Dissertation), Wuppertal-Elberfeld 1932
- Der wirtschaftliche Sinn der bisherigen Rechtsprechung des deutschen Kartellgerichts. Vittorio Klostermann, Frankfurt a. M. 1934
- Organisationsformen der Deutschen Mittelindustrie (Industriewirtschaftliche Untersuchungen. Hrsg. v. Herbert von Beckerath; Heft 3), Vittorio Klostermann, Frankfurt/Main 1934